# Brommekulturen

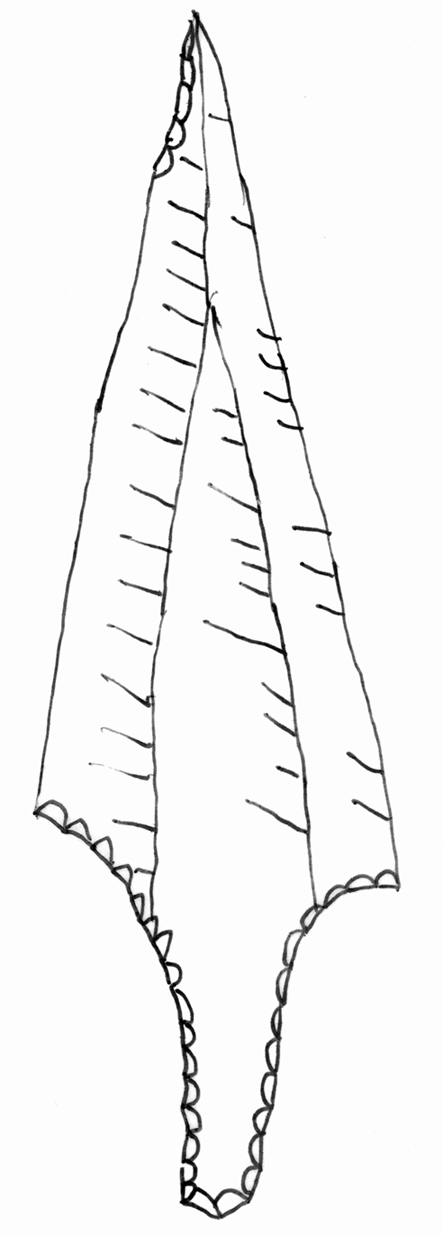
En spjutspets av Brommetyp.

Brommekulturen, 12000–9000 f.Kr., var en jägarkultur i nuvarande Danmark och Skåne i södra Sverige. Sveriges äldsta kända invånare tillskrevs länge Brommekulturen. En bosättning i Segebro i närheten av Malmö och en vid Schleswig i Nordtyskland har bestämts till att vara 13 000 år gammal  med kol-14-metoden. Djurlivet i områdena bestod då av älg, järv, vildhäst och bäver.

## Upptäckt
Brommekulturen har sitt namn efter byn Bromme på sydvästra Själland, strax norr om Sorø, där Erik Westerby 1944 efter systematiska rekognoseringar påträffade en stenåldersboplats, som 1945–1946 utgrävdes av danska Nationalmuseet. Den ansågs då tillhöra den numera avförda lyngbykulturen.

## Datering
På de fynd som gjorts från Brommekulturen har man utfört pollenanalyser. Resultatet visade att man kunde datera dem till den så kallade allerödtiden, en varmare tid åren 9700–9000 f.Kr. Möjligen fortsätter kulturgruppen sin existens in i den kallare yngre Dryastiden. Denna strängare köldperiod pressade dock människorna söderut igen, och Sverige blev ånyo en öde plats, tills ahrensburgkulturen senare dyker upp.
Kulturhistoriskt är kulturen knuten till hamburgkulturen, som den troligtvis utvecklats ur, men brommekulturen bildar en egen kulturgrupp som klart urskiljer sig från den äldre hamburgkulturen och den yngre ahrenburgkulturen.

## Klimat och levnadsvillkor
Omkring 11.800 f.Kr. började en ny värmeperiod som kallas allerödtiden. Sommartemperaturen steg till 13-14 °C. Hela det nordeuropeiska låglandet utgjorde ett sammanhängande fastland från England i väst till den Baltiska issjön som senare blev Östersjön; Bornholm var landfast mot söder. Stora delar av tundran blev nu överväxt med öppen björkskog, en så kallad parktundra. Utöver björk bestod skogen av rönn, asp, pil  och på sina ställen tall. Den öppna skogen gav god tillväxt för örter och gräs som var föda åt djurlivet. Djurlivet var främst flockar av renar, men också älgar trivdes i den öppna ljusa björkskogen som också gav livsrum åt den nu utdöda jättehjorten. Med växtätarna följde också vargen och järven.

## Livsform och boplatser
Brommekulturen var under allerödtiden. Jakten på ren blev nu  kompletterad och med tiden ersattes av en kultur som var mindre beroende av renen. Brommekulturens levde under snabba förändringar i landskapet. Inga platser kunde erbjuda försörjningsmöjligheter hela året och man tvingades anpassa sig till årstidernas skiftningar och djurens vandringar i landskapet, Man var fortsatt renjägare, men utökade jakten med älg, bäver, rådjur, varg, jättehjort och svan. Troligtvis uppehöll man sig ofta på viktiga platser där renhjordarna passerade på sina vandringar. Lämningarna efter kulturen har hittats över hela södra Skandinavien från Elbe i sydväst, i sydost över Rügen till Skåne i nordost. Man var verksam även utanför renens vandringsvägar. Jägarna hade i denna miljö av parktundra inga helt fasta boplatser men däremot säsongsboplatser. Man måste skilja på fasta säsongsboplatser så kallade basboplatser som besöktes återkommande, och tillfälliga jaktstationer med slaktplatser och verkstadsplatser. Omkring halva antalet av de kända boplatserna låg vid sjöar eller åar, ofta vid åarnas utlopp i sjöar eller från sjöar. Men ungefär hälften av boplatserna har annan lokalisering. Det finns idag ett stort antal kända boplatser. Man kände till cirka 100 platser i Danmark på 1990-talet. Men man känner bara till inlandsboplatserna medan ishavskustens boplatser är okända. Därmed vet vi inget om vilken roll havets resurser hade för dessa jägare.

## Redskap
De två viktigaste råvarorna till redskap var flinta och renar, och trä till pilar, spjut, tält och bränsle. Renen försåg jägarna med kött och benmärg dessutom hudar, senor ,horn, ben till redskap, kläder och bindemedel och rep. 
I Brommekulturens redskapsformer återfinns bland annat flintredskap framställda av avlånga avslag och spån. Tre redskapsformer dominerar inom brommekulturen: sticklar, skrapor och tångespetsar. Av sticklar förekommer det både kantsticklar och mittsticklar men mest mittsticklar. På kantsticklar sitter den vassa spetsen på kanten av avslaget medan mittsticklar har formats så att spetsen sitter i mitten av avslaget. Skraporna är antingen gjorda av långa spån – så kallade spånskrapor – eller korta tillverkade av oregelmässiga avslag eller skivor. Samtliga skrapor har en regelmässig, utbuktad konvex egg. Brommekulturens skrapor är kännetecknade att de ofta saknar retusch längs sidokanterna. Tångespetsarna är tillverkade av spetsiga spån. Storleken kan variera allt från små till grova spetsar men de är oftare grova. Förutom dessa huvudverktyg har man också funnit enkla borrar.
Brommekulturen utmärkande jaktvapen var i spetsen försett med så kallade skaftungepilar. Dessa finns i en kraftigare typ, den så kallade lyngytypen och är upp till 14 cm långa. Det finns också kortare och smalare spetsar. Även de korta spetsarna är stora, mer än 5 cm långa i motsats till den efterföljande ahrenburgkulturens spetsar. Det är troligt att utvecklingen från större till mindre spetsar, speglar användningen av kastspjut  och pil och båge. Det är givet att denna utveckling också har haft konsekvenser för vilket villebråd som jagades. Skaftungepilarnas är symmetriska i sin utformning..

## Flintbearbetning
Kärnor från Brommekulturen är enkla plattformskärnor med en vinkel på 80-90° mot de avspjälkade spånen Kärnornas flata sida formades av ett kluvet block. Sidorna renhöggs  från kalkkrusta varefter spån kunde slås av från kärnan. Kanterna fick rensas ibland. Ibland slogs en bit att kärnan av för att bilda en ny plattform. Materialanvändningen var slösaktig och ett exempel är återskapandet av en spånkärna från boplatsen Trollesgave på Själland. Det visade sig att två spån, 1,5% av kärnans vikt hade använts till redskap resten blev avfall. Mycket av avfallet hade kunnat användas till skrapor och sticklar .Av 25 000 flintor från boplatsen, hade 60 stycken blivit verktyg.
Modern arkeologi arbetar idag med smärre flintmaterial med återsammanfogning av kärnorna vilket kan mycket information.  Man plockar alltså samman redskap och flintavfall och försöker sätta samman dessa. Det kan vara tusentals bitar och är tidskrävande. Arbetsmetoden kan bara användas på totalutgrävda boplatser där grävningen tagit till vara avfallet. Fördelningen av flintan på ytan ger information om var tillverkaren satt. Man kan i bästa fall studera olika aktivitetsområden och få en bild avaktiviteten på boplatsen. Ibland kan man identifiera flera individers aktivitetsområden. Boplatsen blir då mera dynamisk och berättar mer än en statisk bild.
Brommekulturens redskap var grova och mer materialförbrukande än föregångarnas. Det var troligtvis resultatet av att flinta av god kvalité finns i stora mänder i de sydskandinaviska moränområdet, Grovleken på till exempel spetsarna förklaras genom att all flintbearbetning skett meddirekt slagteknik, knacksten. Liknande grova spetsar har hittats i flera områden utanför Brommekulturens, exempelvis magdaleniens senare tid, samt i England.

## Fyndplatser, ett urval

### Bromme, Mellersta Själland
Platsen är en sandig udde ut i en mosse med närliggande vattendrag. Geologiskt daterad till allerödtid och redskapen är endast av flinta. Skafttungepilar av lyngbytyp, sticklar och skrapor med väl berabetad konvex egg. Yxor och mikroliter saknades. Djurben främst av ren, älg järv, bäver och svan.. Basboplatserna,var föremål för längre bosättningstider. Brommeboplatsen på östsidan av en lille sjö, där Tudeå mynnade ut. Boplatsen hade flera små flintkoncentrationer, troligen från upprepade bosättningar på platsen En sådan plats var.10 x 5 m stor. Bearbetad redaskap främst spetsar, skrapor och stiklar låg runt en förmodad eldplats. Att allatyper avredskap fanns talar för att det var en basboplats. Också läget vid ett mindre vattendrag mynning i en sjö motsvarar andra boplatser på södra Själland till exempel Stoksbjerg Vest og Stoksbjerg Bro.72

### Knudshoved Odde, Sydvästsjälland
Brommekulturens slaktplatser har man också hittat till exempel vid Eskebjerg på Knudshoved Odde på Sydvästsjälland. Platsen är en sandig sluttning mot nordväst i en trolig dödishåla. Knudshoved Odde var ett höjdstråk mellan våtmarker under  denna tid. Renarna följde detta stråk. På platsen hittades många skaftungepilar  på 200 kvadretmeter ca 10 x 20 meter stort område. I övrigt gjorde man fyndockså av skrapor och sticklar. Platsen var en jaktstation. Det har hittats flera utmed Knudshoved Odde. 

### Løvenholm, Djursland
Jaktstationerna exempelvis  Løvenholm på Djursland som ligger på vattendelaren mellan Troldbäcken som rinner söderut till Kolindsund, och Hevring å,som rinner norrut till Kattegat, är en jaktstation.  På platsen hittade två flintkoncentrationer med cirka 8 meters avstånd. I den ena koncentrationen var flintorna eldskadade och här var härden. Här låg skraporna som hade använts att skrapa hudarna rena. Endast enstaka sticklar hittades men många fler spetsar. Man hade inte tillverkat redskap på boplatsen och de flesta redskapen har man haft med sig då man kom till platsen. Men efter jakten byttes skadade spetsar ut. Uppgifter om det jagade villebrådet saknas då organiska material inklusive ben inte har bevarats på platsen.

### Segebro, Skåne
Landskapet är flackt, före detta åker- och betesmark. Utgrävningsplatsen låg på en svag sluttning mellan ån och en mindre förhöjning. Boplatsytan låg på ett sandigt näs, omflutet av vattendraget. Lämningarna avsattes av en mindre grupp, kanske en familj. Troligen har fynden avsatts under en säsong. Fynden fördelning i plan ger en oval koncentration av bearbetad flinta 7,0 x 5,0 m stor. Utgrävaren tolkade fynden som en hyddbotten bara 3,5 x 3,0 m stor. Det är dock  möjligt att tolka hela utbredningen som en hyddbotten. Det har storlek och form hittats spår av bosättningarna till exempel vid Deimern 45 i Nordtyskland och Borneck-Mitte i Schleswig-Holstein. Totala fyndmaterialet var 2470 flintor. Tångepilspetsar, plattformskärnor, sticklar och grova spån harmotsvarigheter med boplatsen Bromme i Danmark. Merparten av avslagen och spånen har inte nyttjats och få föremål har retuscherats. Man har slösat med råmaterialet.

### Vångamossen, Skåne
Det är den hittills nordligaste boplatsen för kulturen. Den ligger på en låg sandig förhöjning vid Finjasjöns norra strand. År 1991 grävdes boplatsen av Lennart Carlie inom fastigheten Finja 3:36 i Finja socken. Platsen var ett näs omgivet av vatten. Öster om boplatsen låg Vångamossen, då en långsmal sjö. Utgrävningsytan var 40 kvadratmeter. Tångespetsar av brommetyp hittades och tre skrapor som sannolikt också är  senpaleolitiska. Flera av spetsarna på platsen har tillverkats i kristianstadflinta. Fynden påträffades i ploggången med föremål från yngre tid. Avslagsmaterialet från Vångamossen är litet. Flinthuggning har inte utförts utan fynden anger att man ägnat sig åt att skafta om pilspetsar. Även inom Finjasjöns västra strand har tångespetsar av brommeryp, tillverkade av kristianstadflinta, påträffats.

### Vallensgårdmosen, Bornholm
Bornholm var landfast med låglandet i söder. År 1986 hittades vid Vallensgård Mose ett fynd, som mycket troligt kommer från brommekulturen. Bornholm har gett flera fynd av redskap och hjorthorn från brommekulturen. Platserna ligger vid sjöar och vattendrag, oftapå torra sandiga backar. Den vid denna tid största sjön på Bornholm Vallensgårdmosen hade goda jaktmarker och drog till sig jägarna. Tre boplatser har hittats vis sjön.

### Stoksbjerg, Sydvästsjälland
Vid Stoksbjerg dokumenterades redskap och eldskadad flinta runt en eldstad. Kanske fanns det ett tält eller en hydda på platsen men man kunde inte finna några säkra spår.  Säkra spår av hyddor har hittills inte hittats från brommekulturen i Danmark eller Sverige.

### Trollesgave, Sydsjälland
Det fanns gott om flinta i landskapet. Man har funnit verkstadsplatser i Danmark.Trollesgave beläget i  Sydsjälland är ett exempel. Utgrävningen dokumenterade en rund plats med flintavfall. Det fanns en sten i ändan på flintplatsen som var sittplatsen där flintsmeden satt. Vid sten var koncentrationen av avfall mycket hög. Bland flera tusen avslag fanns bara 60 retuscherade redskap. De flesta tillverkade redskapen har man tagit med sig bort från platsen när man flyttade. Inte långt från verkstadsplatsen hade det stått ett tält eller en hydda med golvareal på 8-10 kvadratmeter. Strax utanför hittades härden där man lagat mat och värmt sig. Där fanns spår efter vuxna och barn. Platsen var spåren efter en kärnfamilj på sommarjakt med kanske några veckors uppehåll där. Ute i en närbelägen sjö hade slaktavfallet kastats.